# Österreichischer Fußball-Cup 1928/29
Der ÖFB-Cup wurde in der Saison 1928/29 zum elften Mal ausgespielt. Sieger wurde erstmals der First Vienna FC, Titelverteidiger Admira musste sich bereits im Viertelfinale dem späteren Finalisten Rapid nach Verlängerung geschlagen geben.

## Ausscheidungsspiele

### Sechzehntelfinale
| Datum           |                                  | Ergebnis |                   |
| --------------- | -------------------------------- | -------- | ----------------- |
| 20. Jänner 1929 | SK Admira Wien                   | 7:0      | SC Siemens Wien   |
|                 | FK Austria Wien                  | 3:0      | Westmark Wien     |
|                 | Brigittenauer AC                 | 1:6      | SC Hakoah Wien    |
|                 | Floridsdorfer AC                 | 11:10    | Sparta XVI Wien   |
|                 | FC Libertas Wien                 | 00:14    | SK Rapid Wien     |
|                 | SC Nicholson Wien                | 9:1      | SC Altmannsdorf   |
|                 | Red Vienna                       | 2:12     | Wiener AC         |
|                 | SC Neubau                        | 1:5      | ASV Hertha Wien   |
|                 | SK Slovan Wien                   | 3:0      | Hasmonea Wien     |
|                 | First Vienna FC                  | 7:0      | Post SK Wien      |
|                 | Vienna Cricket and Football-Club | 3:5      | Wiener Sport-Club |
| 3. Februar 1929 | Ottakringer SC                   | 5:0      | Orient Wien       |
|                 | SC Wacker Wien                   | 1        | 1. Simmeringer SC |
|                 | Wiener Rasensportfreunde         | 2:1      | SC Rapid Oberlaa  |
|                 | SC Bewegung XX Wien              |          | Freilos           |
|                 | SV Donau Wien                    |          | Freilos           |

### Achtelfinale
| Datum            |                     | Ergebnis |                          |
| ---------------- | ------------------- | -------- | ------------------------ |
| 2. Februar 1929  | SK Admira Wien      | 2:0      | SC Hakoah Wien           |
|                  | SK Rapid Wien       | 7:0      | Floridsdorfer AC         |
|                  | Wiener Sport-Club   | 4:1      | SC Wacker Wien           |
| 26. Februar 1929 | SC Bewegung XX Wien | 11:5 1   | ASV Hertha Wien          |
| 16. März 1929    | SK Slovan Wien      | 2:4      | FK Austria Wien          |
|                  | Wiener AC           | 4:2      | SC Nicholson Wien        |
| 17. März 1929    | SV Donau Wien       | 1:2      | Ottakringer SC           |
|                  | First Vienna FC     | 6:0      | Wiener Rasensportfreunde |

### Viertelfinale
| Datum         |                   | Ergebnis  |                 |
| ------------- | ----------------- | --------- | --------------- |
| 23. März 1929 | First Vienna FC   | 12:00     | Ottakringer SC  |
| 24. März 1929 | SK Rapid Wien     | 4:3 n. V. | SK Admira Wien  |
|               | Wiener AC         | 2:1       | FK Austria Wien |
|               | Wiener Sport-Club | 6:3       | ASV Hertha Wien |

### Semifinale
| Datum          |                 | Ergebnis  |                   |
| -------------- | --------------- | --------- | ----------------- |
| 21. April 1929 | First Vienna FC | 3:1       | Wiener Sport-Club |
|                | Wiener AC       | 4:4 n. V. | SK Rapid Wien     |
| 11. Mai 1929 1 | SK Rapid Wien   | 6:3       | Wiener AC         |

## Finale
Im elften österreichischen Cupfinale standen sich Rapid und Vienna gegenüber. Letztere ging, obwohl nur Siebte der Meisterschaft, auf Grund der jüngsten Leistungen, durchaus dem Meister Rapid ebenbürtig ins Endspiel. Dieses wurde an einem Donnerstag vor 35.000 Zuseher im Stadion der Vienna, der Hohen Warte, ausgetragen. Die Döblinger erwischten den besseren Start und führten nach einer Kombination Gschweidl-Giebisch sowie einem Kopfball Gerholds nach Studenik-Corner mit 2:0. Rapid drückte und kam zum Anschlusstreffer durch Kaburek, musste allerdings noch ein Kontertor hinnehmen, wenngleich Kirbes noch zum Endstand von 2:3 abstauben konnte. Die Vienna gewann damit in ihrem dritten Finale erstmals den ÖFB-Cup. Dieser wurde von Österreichs Präsident Wilhelm Miklas an Kapitän Pepi Blum überreicht.
| Paarung                | First Vienna FC 1894 – SK Rapid Wien |
| Ergebnis               | 3:2 (2:1) |
| Datum                  | 30. Mai 1929 |
| Stadion                | Hohe Warte, Wien |
| Zuschauer              | 35.000 |
| Schiedsrichter         | Zwicker |
| Tore                   | 1:0 Leopold Giebisch (26.) 2:0 Karl Gerhold (39.) 2:1 Matthias Kaburek (44.) 3:1 Friedrich Gschweidl (54.) 3:2 Willibald Kirbes (70.)                                          |
| 'First Vienna FC 1894' | Karl Horeschofsky, Karl Rainer, Josef Blum, Otto Kaller, Leopold Hofmann, Leonhard Machu, Josef Studenik, Karl Gerhold, Friedrich Gschweidl, Franz Zillbauer, Leopold Giebisch |
| SK Rapid Wien          | Franz Griftner, Roman Schramseis, Franz Kral, Willibald Kirbes, Josef Smistik, Johann Luef, Franz Weselik, Johann Hoffmann, Matthias Kaburek, Johann Horvath, Ferdinand Wesely |